# Cicurina tersa
Cicurina tersa es una especie de araña araneomorfa del género Cicurina, familia Hahniidae. Fue descrita científicamente por Simon en 1886.
Habita en los Estados Unidos y Canadá.